# Yonago
Yonago (japanisch 米子市, -shi) ist eine Küstenstadt in der Präfektur Tottori auf Honshū, der Hauptinsel von Japan und liegt an der Küste zum Japanischen Meer. Die Stadt ist die zweitgrößte Stadt in dieser Präfektur.

## Geschichte
Yonago ist eine alte Burgstadt. Deren Burg wurde zuletzt von den Ikeda von Tottori verwaltet. Die Burg verfiel nach der Meiji-Restauration 1868.
Yonago entwickelte sich zu einem Umschlagort für Eisen und Baumwollartikel. Es gibt Obstverarbeitung und Textilfabriken sowie Stahl- und Lebensmittelverarbeitung. Der Ort ist Ausgangspunkt für den besuch des Berges Daisen (大山).
Yonago wurde am 1. April 1927 Stadt, indem man verschiedene Gemeinden mit einbezog.

## Verkehr
Yonago ist die wichtigste Stadt in der westlichen Präfektur Tottori. Sie ist ein Verkehrs- und Handelsmittelpunkt in der Region Chūgoku. In einem Vorort Yonagos liegt der gleichnamige Flughafen Yonago.
- Zug:
  - JR Sanin-Hauptlinie
  - JR Hakubi-Linie
  - JR Sakai-Linie
- Straße:
  - Yonago-Autobahn
  - Sanin-Autobahn
  - Nationalstraße 9

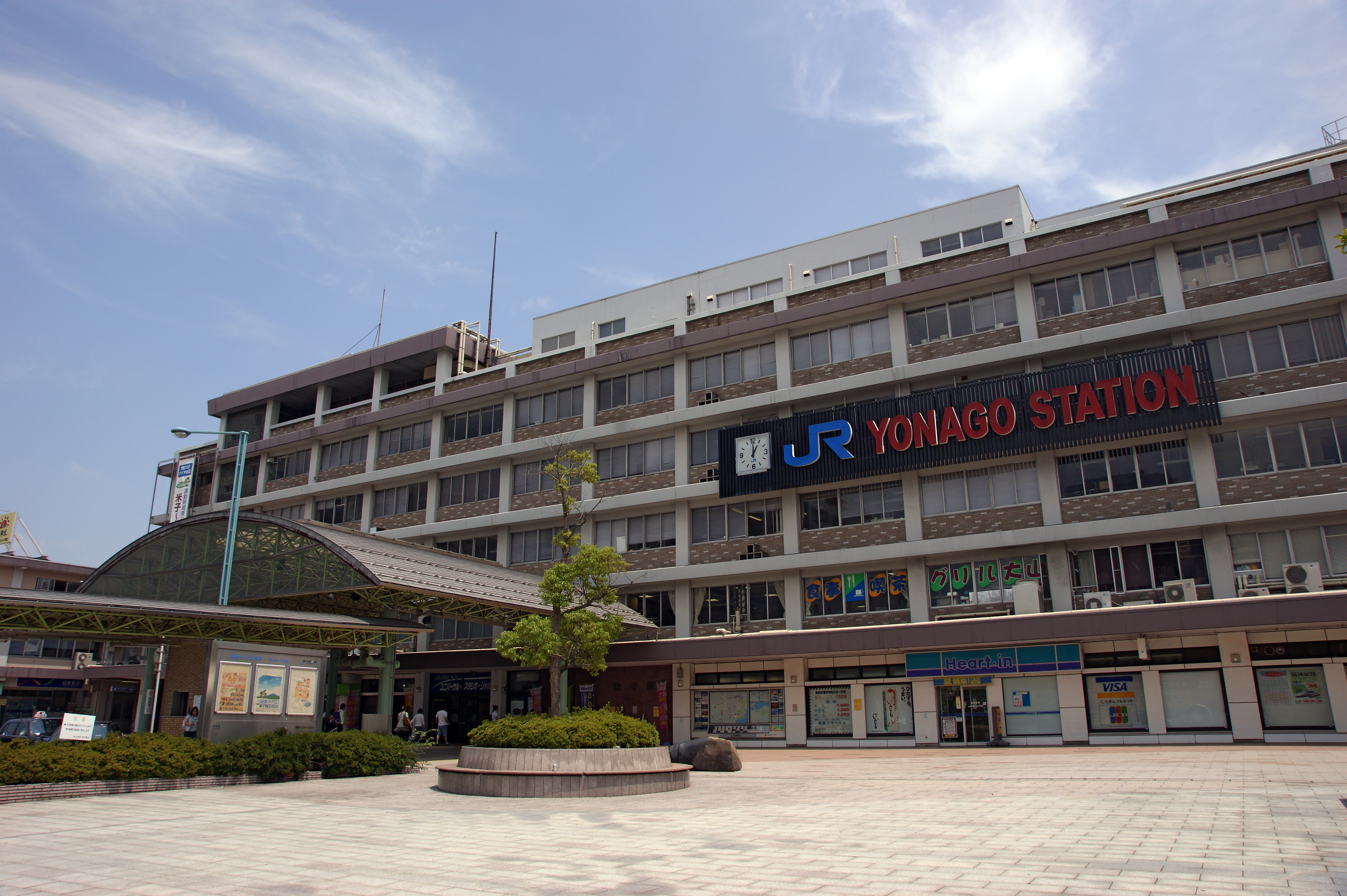
Bahnhof Yonago

  - Nationalstraße 180, 181, 183, 431, 482

## Städtepartnerschaften
- Sokcho, Südkorea
- Baoding, VR China

## Söhne und Töchter der Stadt
- Otowa Nobuko (1924–1994), Schauspielerin
- Takami Akai (* 1961), japanischer Illustrator, Character Designer und Spieleschöpfer
- Chiaki Tomita (* 1993), Ruderin
- Masato Ishiwa (* 1996), Fußballspieler
- Sena Irie (* 2000), Boxerin

## Weblinks

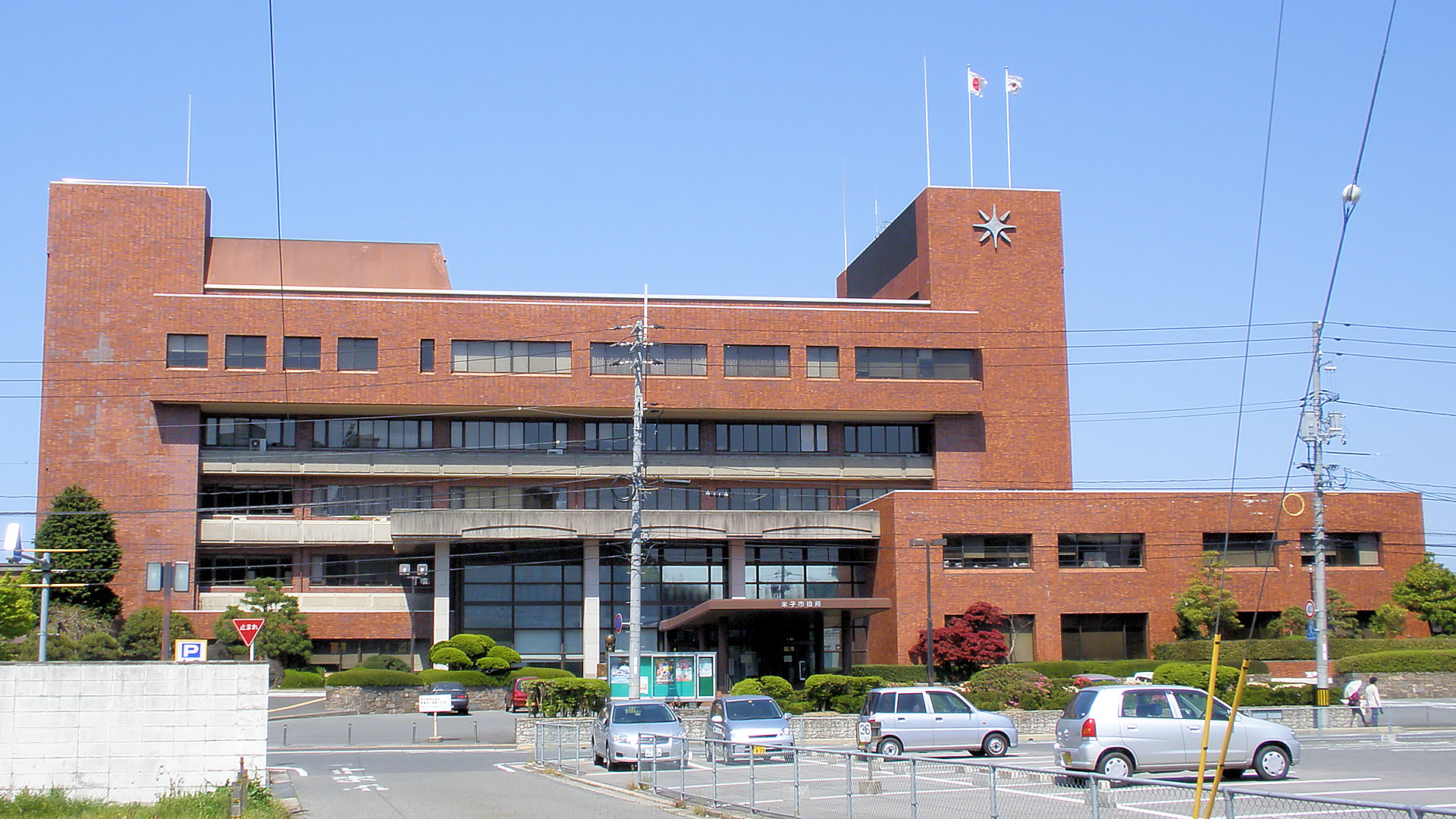
Rathaus von Yonago

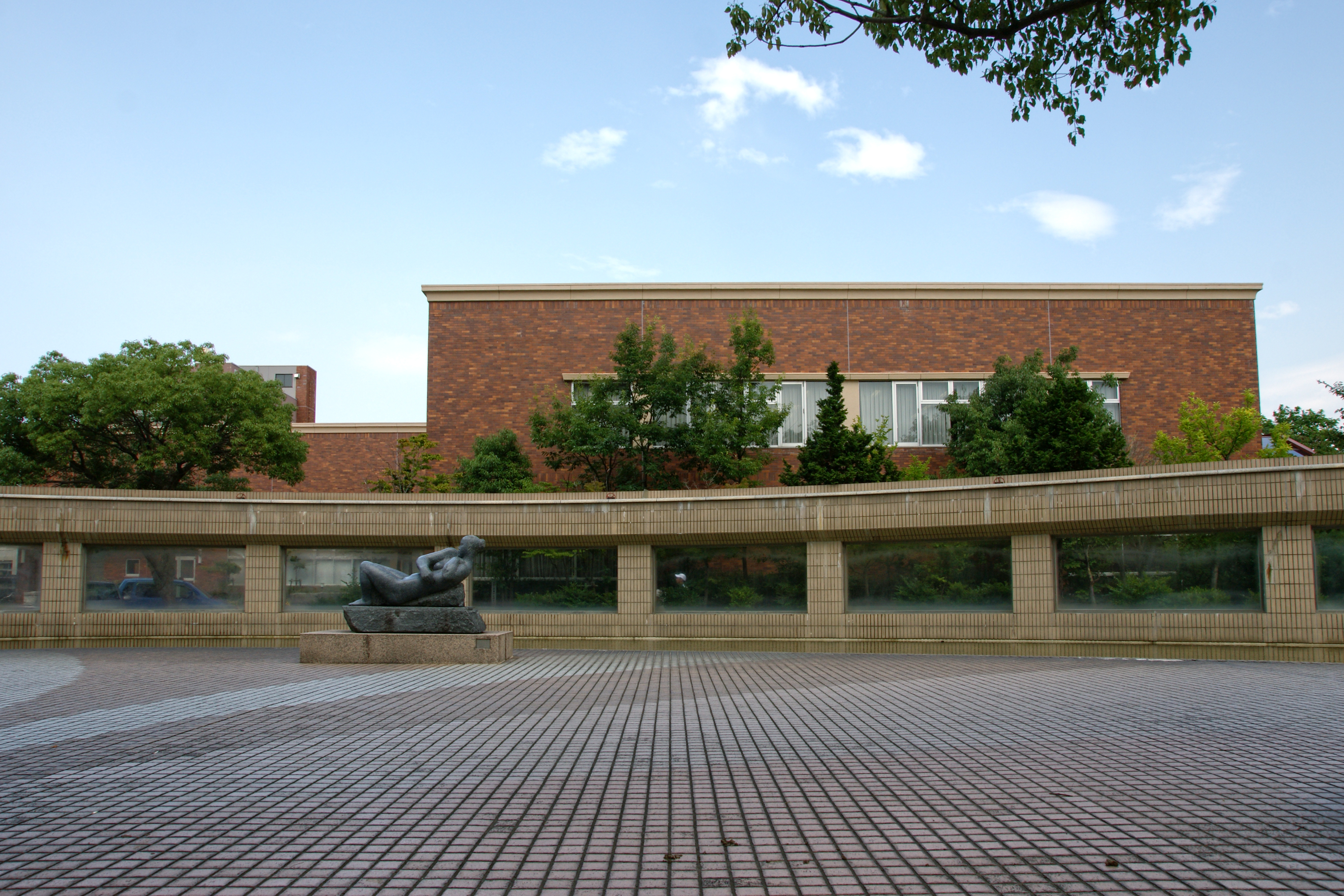
Stadtbibliothek Yonago

## Angrenzende Städte und Gemeinden
- Präfektur Tottori
  - Sakaiminato
  - Hiezu
  - Daisen
  - Nambu
  - Hōki
- Präfektur Shimane
  - Yasugi